# 861 هـ
861 هـ هي سنة في التقويم الهجري امتدت مقابلةً في التقويم الميلادي بين سنتي 1456 و1457.

## مواليد
- بركات بن محمد

## وفيات
- الكمال بن الهمام